# Пеука (комуна)
Пеука (рум. Păuca) — комуна у повіті Сібіу в Румунії. До складу комуни входять такі села (дані про населення за 2002 рік):
- Богату-Ромин (616 осіб)
- Броштень (408 осіб)
- Пеука (705 осіб) — адміністративний центр комуни
- Пресака (497 осіб)

Комуна розташована на відстані 245 км на північний захід від Бухареста, 31 км на північний захід від Сібіу, 88 км на південь від Клуж-Напоки, 139 км на захід від Брашова.

## Населення
За даними перепису населення 2002 року у комуні проживали 2226 осіб.
Національний склад населення комуни:
| Національність | Кількість осіб | Відсоток |
| -------------- | -------------- | -------- |
| румуни         | 2180           | 97,9%    |
| німці          | 29             | 1,3%     |
| цигани         | 11             | 0,5%     |
| угорці         | 4              | 0,2%     |

Рідною мовою назвали:
| Мова      | Кількість осіб | Відсоток |
| --------- | -------------- | -------- |
| румунська | 2183           | 98,1%    |
| німецька  | 31             | 1,4%     |
| циганська | 11             | 0,5%     |
| угорська  | 1              | < 0,1%   |

Склад населення комуни за віросповіданням:
| Релігія                                       | Кількість осіб | Відсоток |
| --------------------------------------------- | -------------- | -------- |
| православні                                   | 2051           | 92,1%    |
| бретрени                                      | 133            | 6,0%     |
| лютерани (Аугсбурзького сповідання)           | 20             | 0,9%     |
| лютерани                                      | 10             | 0,4%     |
| п'ятдесятники                                 | 5              | 0,2%     |
| греко-католики                                | 5              | 0,2%     |
| римо-католики                                 | 1              | < 0,1%   |
| лютерани (Синодально-пресвітеріанська церква) | 1              | < 0,1%   |